# Kenny Garrett
Kenny Garrett (* 10. října 1960, Detroit, Michigan) je americký jazzový altsaxofonista a flétnista.
Jeho otec byl tenorsaxofonistou. Kennyho kariéra odstartovala, když se přidal k Duke Ellington Orchestra v roce 1978, tehdy za vedení syna Duka Ellingtona. O tři roky později začal hrát s Mel Lewis Orchestra (hrající hudbu Thada Jonese) a také Dannie Richmond Quartet (zaměřený na hudbu Charlese Minguse. V roce 1984, nahrál své první album jako kapelník, Introducing Kenny Garrett. Nyní vydal 11 alb jako kapelník a mnohokrát byl nominován na cenu Grammy Award. Během své kariéry hrál s mnoha jazzovými velikány, jako například: Miles Davis, Freddie Hubbard, Woody Shaw, McCoy Tyner, Pharoah Sanders, Brian Blade a Ron Carter. V hudbě Kennyho Garretta se občas projevuje vliv asijské hudby, který je obzvlášť patrný v albu Beyond the Wall z roku 2006.

## Diskografie
- Beyond the Wall, 2006 (nominovaná na cenu Grammy)
- Standard of Language, 2003
- Happy People, 2002
- Simply Said, 1999
- Songbook, 1997 (nominovaná na cenu Grammy)
- Pursuance: The Music of John Coltrane, 1996
- Triology, 1995
- Stars & Stripes Live, 1995
- Threshold, 1994
- Black Hope, 1992
- African Exchange Student, 1990
- Prisoner of Love, 1989
- Garrett, 5 Paddle Wheel, 1988
- Introducing Kenny Garrett, 1984

## Ukázky
- Kenny Garret a Miles Davis